# Jarkko Nieminen
Jarkko Nieminen (Masku, 1981. július 23. –) finn profi teniszező. Karrierje során eddig két ATP-tornát nyert. Grand Slam-tornákon eddig a legjobb eredménye a negyeddöntő volt, amelyet háromszor ért el: 2005-ben a US Openen, 2006–ban Wimbledonban és 2008-ban az Australian Openen. Az eddigi legjobb és legmagasabban rangsorolt finn teniszező, az első finn, aki ATP-tornát nyert és bejutott Grand Slam-negyeddöntőbe.

## Döntői

### Egyéni

#### Győzelmei (2)
| Összesítés                                            | Összesítés |
| ----------------------------------------------------- | ---------- |
| Grand Slam-torna                                      | (0)        |
| ATP World Tour Masters 1000 / ATP Masters Series      | (0)        |
| ATP World Tour 500 Series / International Series Gold | (0)        |
| ATP World Tour 250 Series / International Series      | (2)        |
| ATP World Tour Finals / Tennis Masters Cup            | (0)        |

| No. | Dátum            | Torna    | Borítás | Ellenfél a döntőben | Döntő eredménye |
| 1.  | 2006. január 9.  | Auckland | Kemény  | Mario Ančić         | 6–2, 6–2        |
| 2.  | 2012. január 15. | Sydney   | Kemény  | Julien Benneteau    | 6–2, 7–5        |

#### Elveszített döntői (10)
| No. | Dátum             | Torna                   | Borítás    | Ellenfél a döntőben    | Döntő eredménye         |
| 1.  | 2001. október 29. | Stockholm               | Kemény     | Sjeng Schalken         | 6–3, 3–6, 3–6, 6–4, 3–6 |
| 2.  | 2002. április 15. | Estoril, Portugália     | Salak      | David Nalbandian       | 4–6, 6–7(5)             |
| 3.  | 2002. május 6     | Mallorca, Spanyolország | Salak      | Gastón Gaudio          | 2–6, 3–6                |
| 4.  | 2003. május 5.    | München, Németország    | Salak      | Roger Federer          | 1–6, 4–6                |
| 5.  | 2006. október 16. | Stockholm, Svédország   | Kemény     | James Blake            | 4–6, 2–6                |
| 6.  | 2007. október 29. | Bázel, Svájc            | Kemény     | Roger Federer          | 3–6, 4–6                |
| 7.  | 2008. január 6.   | Adelaide, Ausztrália    | Kemény     | Michaël Llodra         | 3–6, 4–6                |
| 8.  | 2012. január 7.   | Sydney                  | Kemény     | Julien Benneteau       | 3–6, 7–6(9), 2–6        |
| 9.  | 2010. október 3.  | Bangkok                 | Kemény (f) | Guillermo García López | 4–6, 6–3, 4–6           |
| 10. | 2011. október 23. | Stockholm               | Kemény (f) | Gaël Monfils           | 5–7, 6–3, 2–6           |

### Páros

#### Győzelmei (2)
| No. | Dátum                | Torna         | Borítás | Partner          | Ellenfél a döntőben               | Döntő eredménye       |
| 1.  | 2007. szeptember 24. | Mumbai, India | Kemény  | Robert Lindstedt | Róhan Bópanna Iszámul-Hak Kuraisi | 7–6(3) 7–6(5)         |
| 2.  | 2010. augusztus 1.   | Gstaad, Svájc | Kemény  | Johan Brunström  | Marcelo Melo Bruno Soares         | 6–3, 6–7(4–7), [11–9] |

#### Elveszített döntői (4)
| No. | Dátum               | Torna     | Borítás    | Partner          | Ellenfél a döntőben            | Döntő eredménye   |
| 1.  | 2003. szeptember 29 | Bangkok   | Kemény     | Andrew Kratzmann | Jónátán Erlich Andi Rám        | 3–6, 6–7(4)       |
| 2.  | 2009. február 15.   | San José  | Kemény (f) | Róhan Bópanna    | Tommy Haas Radek Štěpánek      | 2–6, 3–6          |
| 3.  | 2010. október 24.   | Stockholm | Kemény (f) | Johan Brunström  | Eric Butorac Jean-Julien Rojer | 3–6, 4–6          |
| 4.  | 2012. január 15.    | Sydney    | Kemény     | Matthew Ebden    | Bob Bryan Mike Bryan           | 1–6, 6–4, [11–13] |